# Кавсокаливия
Кавсокаливия или „Света Троица“ (на гръцки: Σκήτη των Καυσοκαλυβίων, Σκήτη Αγίας Τριάδος) е гръцки православен идиоритмичен скит на Света гора, разположен в южната част на полуострова, на 120 m надморска височина, на три часа път пеша от манастира Великата Лавра, на който е подчинен. Скитът е под юрисдикцията на Константинополската патриаршия.

## История
Скитът е основан през XIV век от преподобния монах Максим Кавсокаливит († 13 януари 1365). Названието Кавсокаливия, Изгорените каливи (димящи колиби), идва от името на основателя на скита, който всеки път когато редом до неговата калива се заселвали други монаси, я изгарял и се изкачвал да живее все по-високо в планината.
Около последната пещера на Максим възниква монашеско поселище, и негов център става храмът „Преображение Господне“, разположен на по-високо място, северозападно от мястото на днешния скит, от който са останали само развалини.
В края на XVII – началото на XVIII в Кавсокаливия се подвизава известният монах прп. Акакий Нови Кавсокаливит († 12 април 1730). В продължение на 20 години (1660 – 1680) той живее в района на храма „Преображение Господне“, и впоследствие строи нов кириакон (главна църква на скита) на-по ниско място по склона на планината, в чест на Света Троица на мястото, където сега се намира гробищната църква.
През 1745 г. йеромонах Йона († 1765), автор на житието и на службата на прп. Акакий, започва строителството на нова главна църква, посветена на Света Троица, която е изографисана през 1776 г. от монаха Митрофан от остров Хиос. През май 1746 г. Исай – игумен на манастира Великата Лавра, официално признава скита и утвърждава неговия вътрешен устав, регламентиращ отношенията между скита и манастира.
През 1759 г. е зъвършено строителството на Успенския храм в пещерата, в която се е подвизавал прп. Акакий. През 1790 г. скитът сериозно пострадва при земетресение. През 1804 г. към главната църква е пристроен екзонартекс и изписан през 1820 г. През 1897 – 1898 г. със средства на константинополския патриарх Йоаким III е построена камбанария. След 1922 г. братството скита се попълва с гръцки монаси – преселници от Мала Азия.
В главния храм се пази главната светиня на скита – главата на преподобния Акакий Нови Кавсокаливит и частици от мощите на множество светци – Свети Трифон, Св. Нил Мироточиви и др. Към църквата има библиотека, в която се съхраняват 23 стари ръкописи и около 900 старопечатни книги, издадени в периода 1516 – 1900 г. Скита има своя иконописна работилница, разположена в двуетажна сграда. Каливата посветена на Свети Йоан Богослов има по-малка църква с великолепни стенописи, изпълнени през 1776 г. от монаха Митрофан. В нея се съхранява и стара икона от Х век – „Страшният съд“. Освен главната църква в скита има още 3 по малки храма: „Св. Георги“, „Св. Йоан Богослов“ (при едноименната калива), и „Свети Методий Константинополски“. В средата на XVIII век в скита има 80 монаси, през 1808 г. – 70, през 1903 г. – 120, в наши дни – около 45. От 39 каливи се обитават 17.